# Световни покер серии 1971
Световните покер серии през 1972 се провеждат в казино Binion's Horseshoe, което за времето си е най-луксозното казино в САЩ. Това е второто издание на този турнир и в него вземат участие осем души. Турнирът се играе в два етапа а именно предварителен и основен.

## Предварителен етап
| Игра              | Победител    | Награда |
| ----------------- | ------------ | ------- |
| 7-Card Stud       | Паги Пиарсън | $10 000 |
| Limit Razz        | Джими Касела | $10 000 |
| Limit 5-Card Stud | Бил Бойд     | $10 000 |
| Limit Draw        | Джони Мос    | $10 000 |

## Основен етап
В турнира вземат участие шестима души като всеки заплаща входна такса от 5000 щатски долара ($). Турнират се провежда във формат тексас Хол'Ем Без лимит.

### Финална маса
| Позиция | Име                    | Награда($) |
| ------- | ---------------------- | ---------- |
| 1-ви    | Джони Мос              | $30 000    |
| 2-ри    | Уолтър "Puggy" Пиарсън | -          |
| 3-ти    | Боб Хоукс              | -          |
| 4-ти    | Неизвестен             | -          |
| 5-и     | Неизвестен             | -          |
| 6-и     | Неизвестен             | -          |